# 野ばら社
野ばら社（のばらしゃ）は、東京都北区西ケ原にある出版社。設立は1929年（昭和4年）10月20日。唄本をはじめ、書道、図画、図案、百人一首の本を出版している。マスコットキャラクターは、「野ばら子さん」。
創業者の志村文蔵は静岡県出身、代用教員を務めた後、1917年（大正6年）上京して國民新聞の新聞記者へ転身、徳富蘇峰や石川武美の知遇を得た。それから主婦の友社や大日本雄辯会講談社へ移った。そして1929年（昭和4年）10月20日に独立、野ばら社を設立した。戦中の活動中断はあったが戦後の1946年（昭和21年）、出版業を再開した。
戦中の中断期（1943年（昭和18年）から1948年（昭和23年）まで）を除き、子供向け時事解説書、『児童年鑑』を発行した。この『児童年鑑』は、昭和32年版まで続いた。同時に『学友年鑑』や『昭和年鑑』も発行していた。戦中まで第一線社の名前で発行した『学友第一線』は時事解説を目的とした学習雑誌だった。また、創業者の文蔵は同郷の書家高塚竹堂と交友があり、高塚による手本書などをよく発行した。

## 概要

### 所在地
- 東京都北区西ケ原1-16-14

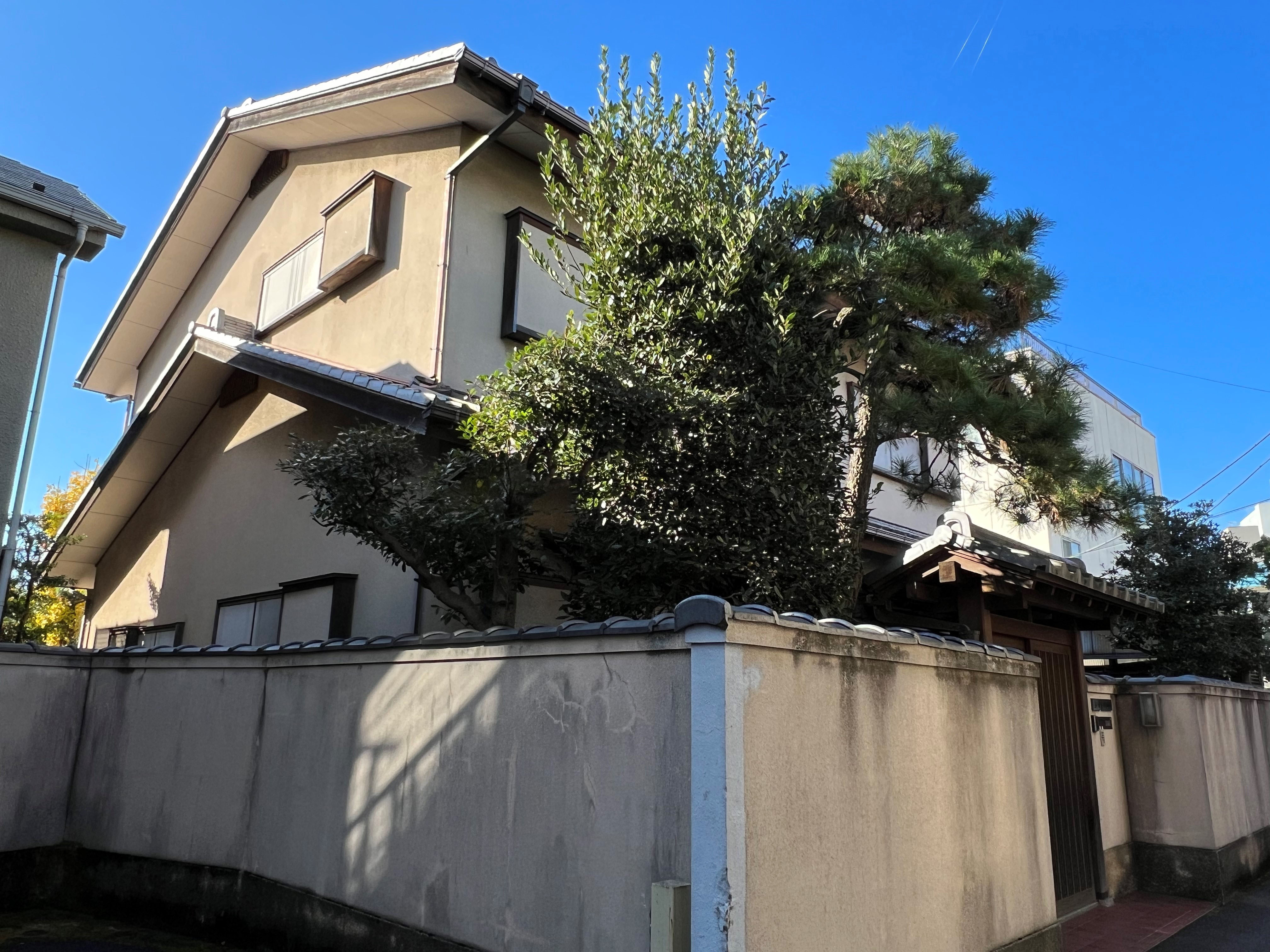
社屋

- 最寄駅は、山手線・東京メトロ南北線駒込駅並びに、南北線西ケ原駅である。